# Bettenachen
Bettenachen ist ein Ortsteil von Overath im Rheinisch-Bergischen Kreis in Nordrhein-Westfalen, Deutschland.

## Lage und Beschreibung
Bettenachen ist ein kleiner, landwirtschaftlich geprägter Weiler an der Agger. Von Burg aus führt ein schmaler, abschüssiger Weg zu einzelnen Häusern, Scheunen und Ställen, teilweise in bergischem Fachwerk gehalten. Das Aggertal steht weitgehend unter Naturschutz und gehört naturräumlich zum Marialinder Riedelland. Im Feuchtgebiet Bettenachens und den umgebenden Waldgebieten finden sich seltene Tiere und Pflanzen.

## Geschichte
Im Urkataster wird der Ort als Bettnagen bezeichnet. Dies lässt darauf schließen, dass der Ortsname zu den -hagen Namen zählt.
Die Topographia Ducatus Montani des Erich Philipp Ploennies, Blatt Amt Steinbach, belegt, dass der Wohnplatz 1715 eine Hofstelle besaß, die als Berndenacher beschriftet ist. Carl Friedrich von Wiebeking benennt die Hofschaft auf seiner Charte des Herzogthums Berg 1789 als Bendenacher. Aus ihr geht hervor, dass der Ort zu dieser Zeit Teil der Honschaft Burg im Kirchspiel Overath war.
Der Ort ist auf der Topographischen Aufnahme der Rheinlande von 1817 als Betenachen verzeichnet. Die Preußische Uraufnahme von 1845 zeigt den Wohnplatz unter dem Namen Bettenagen. Ab der Preußischen Neuaufnahme von 1892 ist der Ort auf Messtischblättern regelmäßig als Bettenachen verzeichnet.
1822 lebten vier Menschen im als Betenachen kategorisierten Ort, der nach dem Zusammenbruch der napoleonischen Administration und deren Ablösung zur Bürgermeisterei Overath im Kreis Mülheim am Rhein gehörte. Für das Jahr 1830 werden für den als Betenacken bezeichneten Ort keine Einwohner angegeben. Der 1845 laut der Uebersicht des Regierungs-Bezirks Cöln als isoliertes Haus kategorisierte und als Bettenachen bezeichnete Ort besaß zu dieser Zeit zwei Wohngebäude mit elf Einwohnern, alle katholischen Bekenntnisses. Von 1848 ist aus Bettennachen überliefert, dass dort der Ackerer Jacob Fischer mit Gesinde wohnhaft war (insgesamt 44 Personen). Er besaß ein Pferd, fünf Kühe, 1 Rind, ein Kalb und zwei Schweine, ferner lebte dort der alleinstehende Tagelöhner Peter Wilhelm Friedrich, Besitzer von einer Kuh. Die Gemeinde- und Gutbezirksstatistik der Rheinprovinz führt Bettenschen 1871 mit einem Wohnhaus und sechs Einwohnern auf. Im Gemeindelexikon für die Provinz Rheinland von 1888 werden für Bettenachen ein Wohnhaus mit 6 Einwohnern angegeben. 1895 besitzt der Ort ein Wohnhaus mit sechs Einwohnern, 1905 werden ein Wohnhaus und vier Einwohner angegeben.

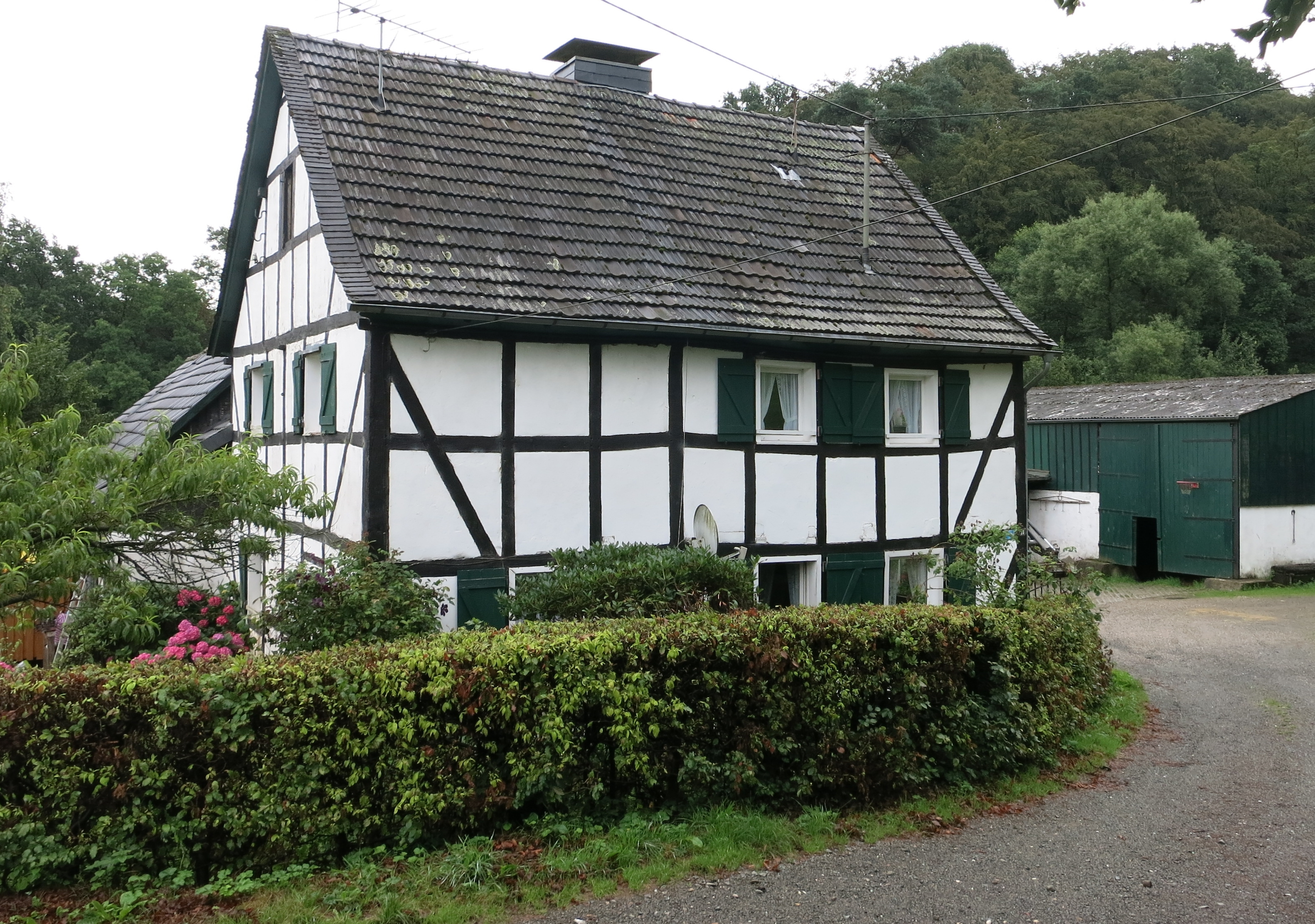
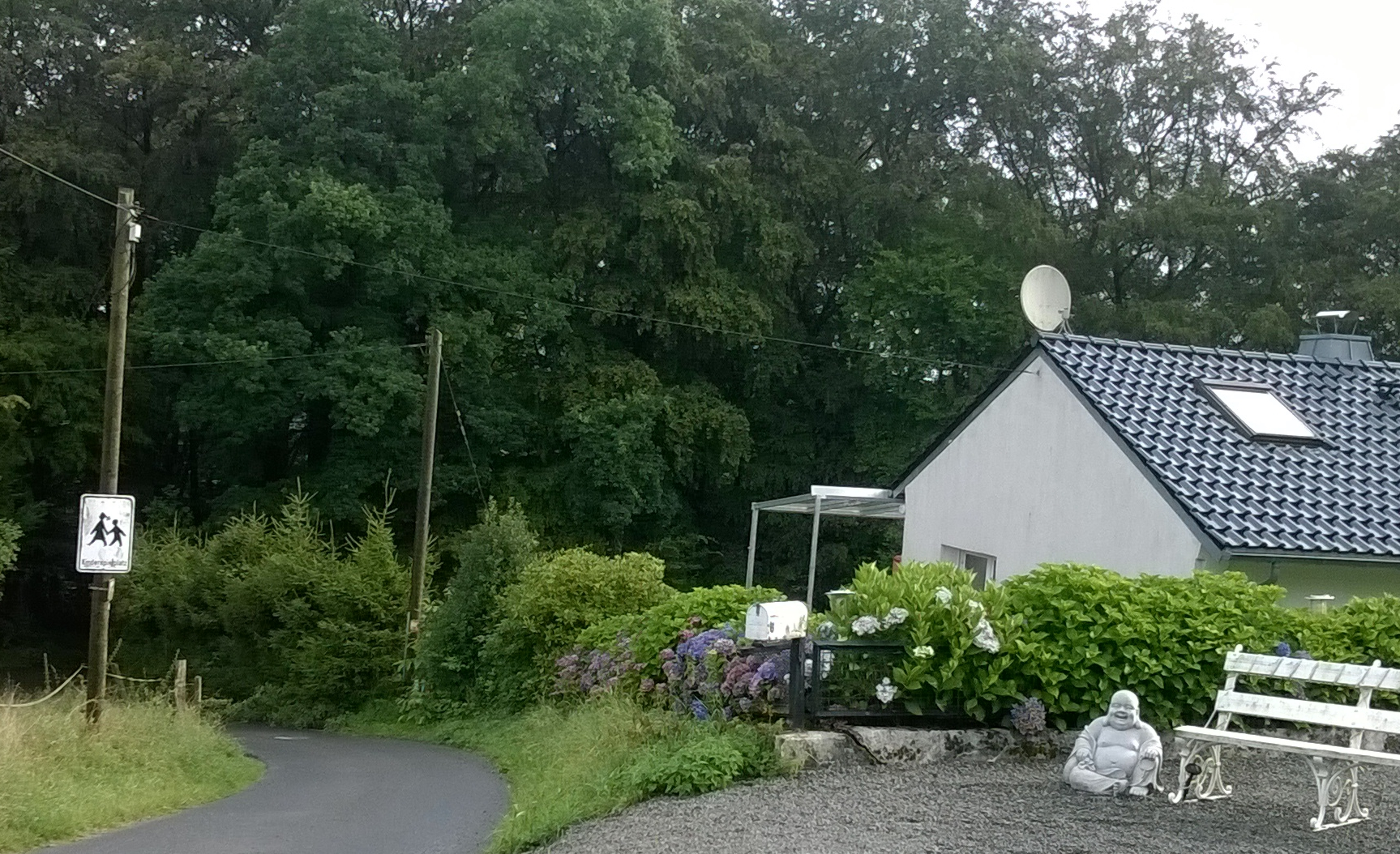
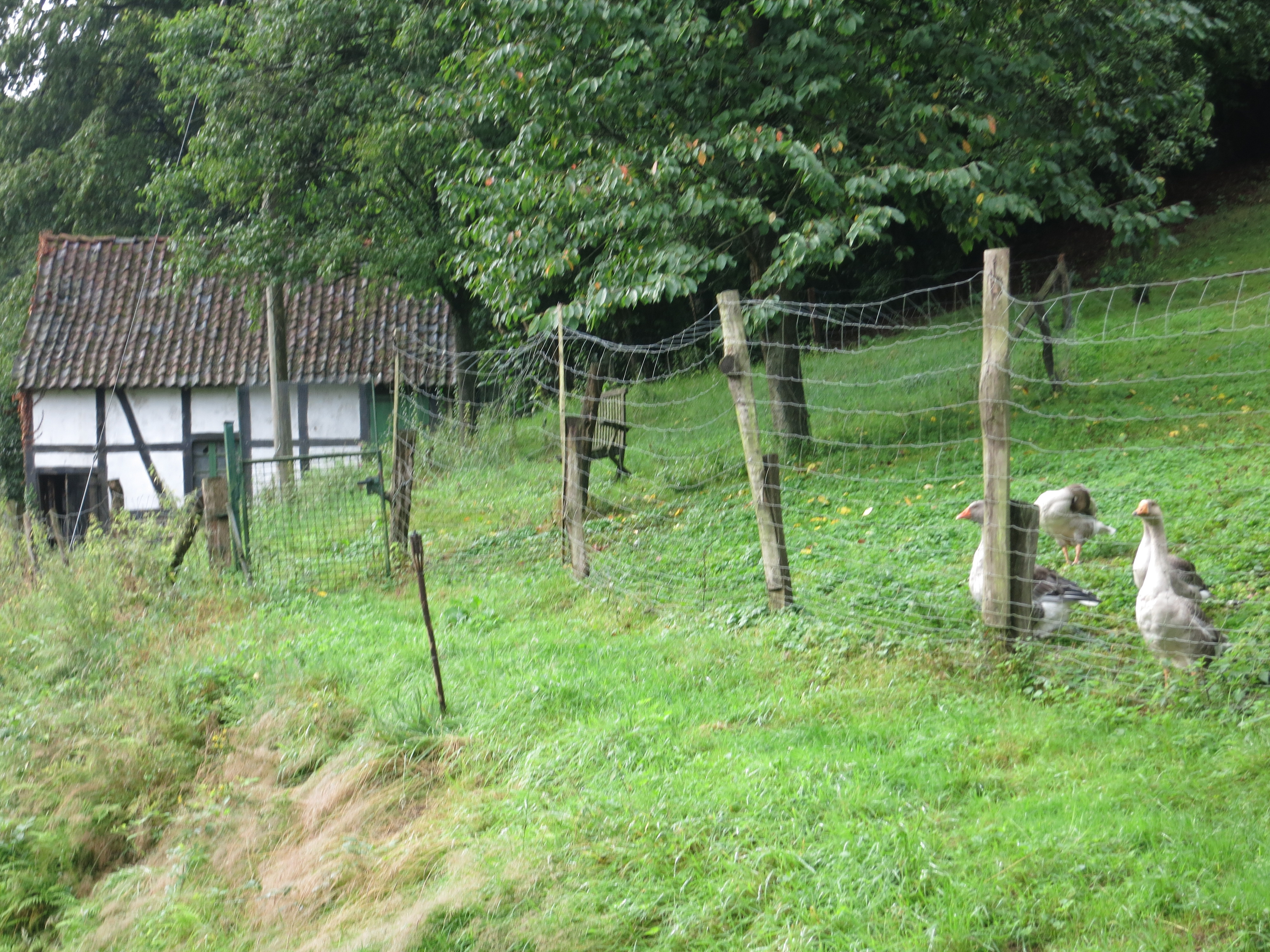
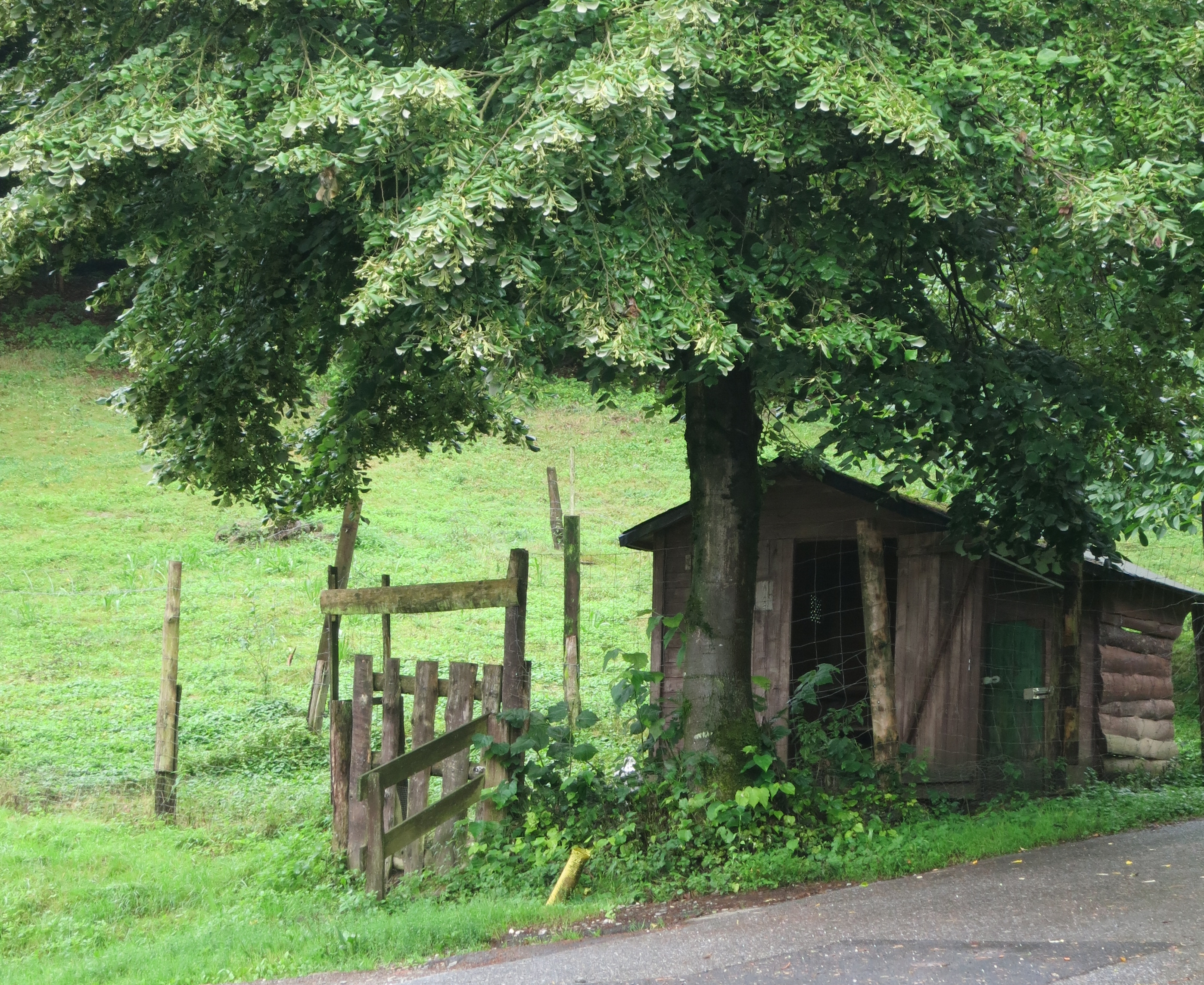